# Barxeta
Barxeta (spanisch Barcheta) ist eine Gemeinde (Municipio) mit 1.586 Einwohnern (Stand: 2024) in der spanischen Provinz Valencia. Sie befindet sich in der Comarca La Costera. 

## Geografie
Barxeta liegt etwa 58 Kilometer südlich von Valencia in einer Höhe von ca. 95 m.

## Demografie
| 1900 | 1930 | 1950 | 1970 | 1981 | 1991 | 2001 | 2011 | 2021 |
| ---- | ---- | ---- | ---- | ---- | ---- | ---- | ---- | ---- |
| 1121 | 1500 | 1508 | 1446 | 1513 | 1599 | 1630 | 1649 | 1604 |

## Sehenswürdigkeiten
- Kirche (Esglesia de Sants Desposoris)
- Rathaus

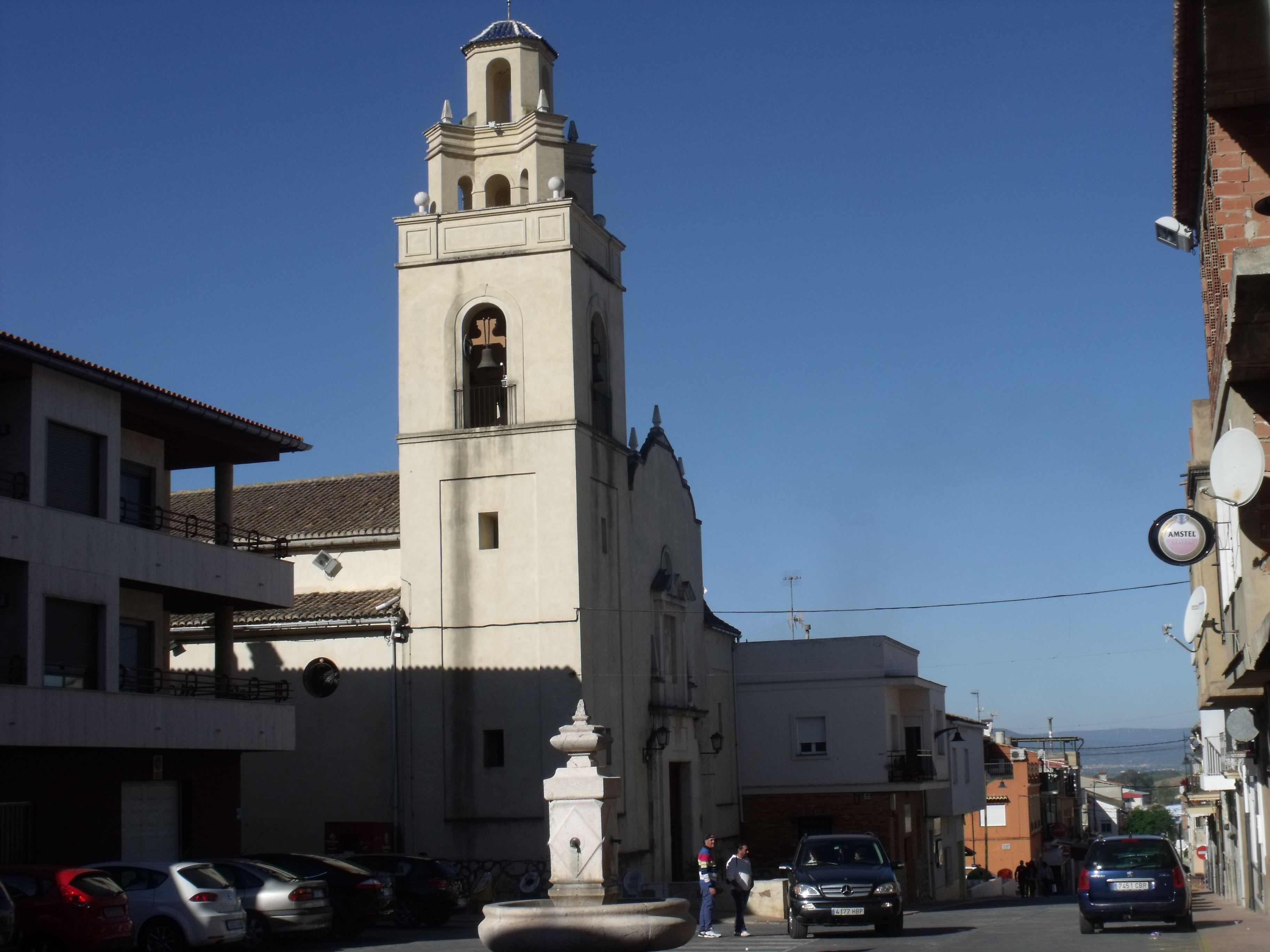
Neue Marienkirche
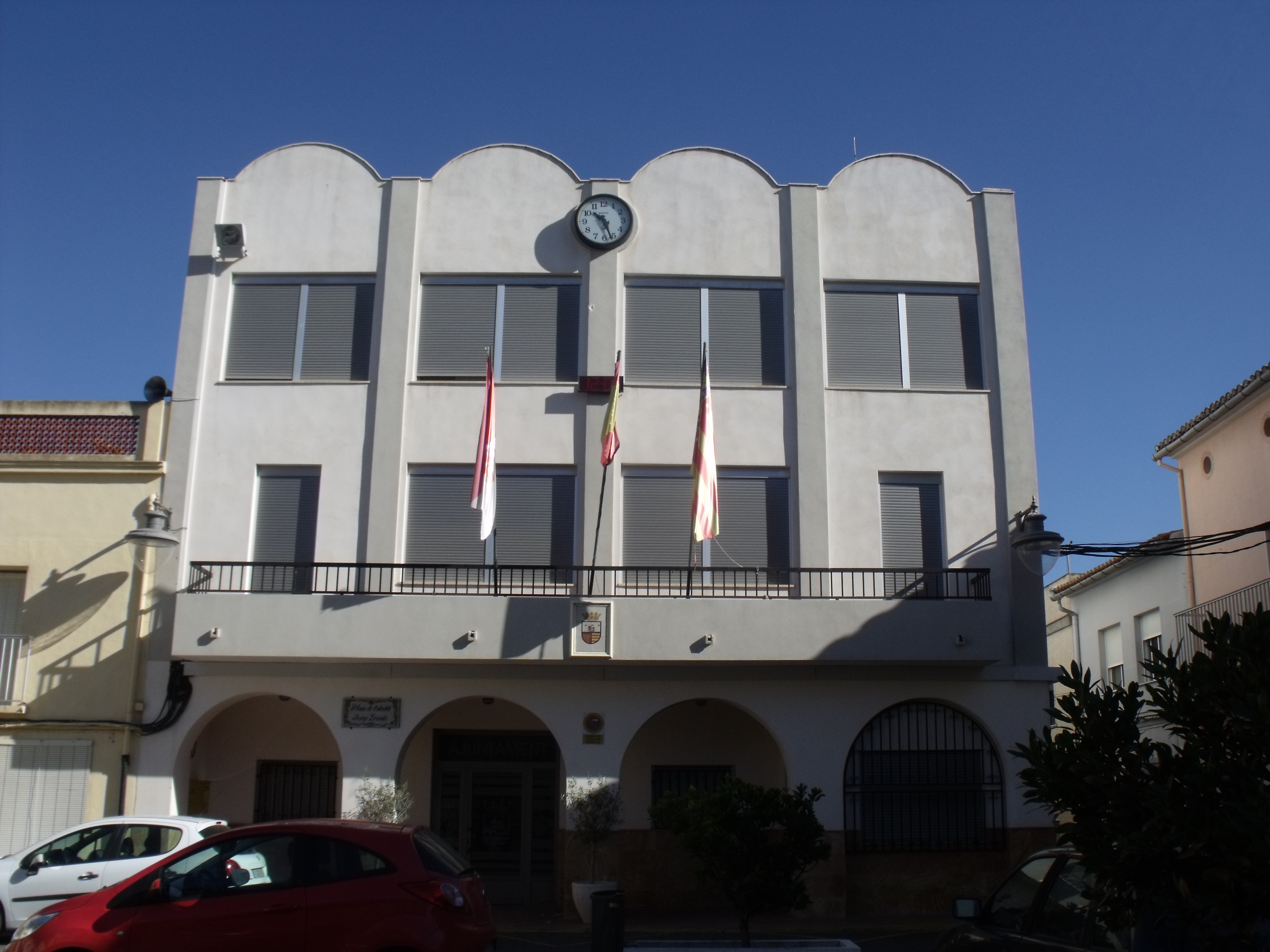
Rathaus